# Richard Axel
Richard Axel (New York, 2 luglio 1946) è un medico statunitense, insignito nel 2004 del Premio Nobel per la medicina insieme a Linda B. Buck per le sue ricerche sul sistema olfattivo.

## Biografia
Nato a New York da immigrati ebrei polacchi, Axel è cresciuto a Brooklyn. Si è diplomato alla Stuyvesant High School nel 1963, (insieme a Bruce Bueno de Mesquita, Allan Lichtman, Ron Silver e Alexander Rosenberg), quindi ha conseguito la laurea nel 1967 presso la Columbia University e il dottorato nel 1971 presso la Johns Hopkins University. Ha scelto la strada della ricerca diventando  dapprima professore di patologia e biochimica presso la Columbia University e, successivamente, ricercatore presso l'Howard Hughes Medical Institute nella medesima università.

## Carriera
Alla fine degli anni '70, Axel, insieme al microbiologo Saul J. Silverstein e al genetista Michael H. Wigler, scoprì una tecnica di cotrasformazione per trasfezione, un processo che consente al DNA estraneo di essere inserito in una cellula ospite per produrre determinate proteine. Una famiglia di brevetti, ora colloquialmente indicati come "brevetti Axel", che coprono questa tecnica sono stati depositati nel febbraio 1980 e sono stati rilasciati nell'agosto 1983. Come processo fondamentale nella ricerca sul DNA ricombinante eseguita presso aziende farmaceutiche e biotecnologiche, questo brevetto si è rivelato piuttosto redditizio per la Columbia University, guadagnando quasi 100 milioni di dollari all'anno in una sola volta, e un primo posto nella lista delle migliori università per entrate da licenze. I brevetti Axel sono scaduti nell'agosto 2000.
Nel loro articolo di riferimento pubblicato nel 1991, Buck e Axel hanno clonato i recettori olfattivi, dimostrando che appartengono alla famiglia dei recettori accoppiati alle proteine G. Analizzando il DNA del ratto, hanno stimato che c'erano circa un migliaio di geni diversi per i recettori olfattivi nel genoma dei mammiferi. Questa ricerca ha aperto le porte all'analisi genetica e molecolare dei meccanismi dell'olfatto. Nel loro lavoro successivo, Buck e Axel hanno dimostrato che ogni neurone del recettore olfattivo esprime notevolmente solo un tipo di proteina del recettore olfattivo e che l'input da tutti i neuroni che esprimono lo stesso recettore viene raccolto da un singolo glomerulo dedicato del bulbo olfattivo. 
Il principale interesse di ricerca di Axel è il modo in cui il cervello interpreta l'olfatto, mappando in particolare le parti del cervello sensibili a specifici recettori olfattivi. 
Ha conseguito i titoli di Professore Universitario presso la Columbia University, Professore di Biochimica e Biofisica Molecolare e di Patologia presso il College of Physicians and Surgeons della Columbia University e Investigatore dell'Howard Hughes Medical Institute. Oltre ai contributi alla neurobiologia, Axel ha anche fatto scoperte fondamentali in immunologia e il suo laboratorio è stato uno dei primi a identificare il legame tra l'infezione da HIV e l'immunorecettore CD4.
Oltre a dare contributi come scienziato, Axel ha anche fatto da mentore a molti scienziati di spicco nel campo della neurobiologia. Sette dei suoi tirocinanti sono diventati membri della National Academy of Sciences e attualmente sei dei suoi tirocinanti sono affiliati ai programmi di premio per ricercatori e primi scienziati dell'Howard Hughes Medical Institute.
Dopo essersi distinto conseguendo numerosi riconoscimenti e premi, tra cui il New York City Mayor's Award for Excellence in Science and Technology (1997) ed il Gairdner Foundation International Award for Achievement in Neuroscience (2003), è stato insignito del premio Nobel per la medicina congiunto con la biologa Linda B. Buck per le scoperte nel campo dei recettori olfattivi e del funzionamento del sistema olfattivo. Studiando la ricezione olfattiva nei mammiferi e nella Drosophila melanogaster (il comune moscerino della frutta), Axel ha scoperto un'incredibile somiglianza tra specie che porta a credere che i principi basilari della discriminazione degli odori si siano conservati per 500 milioni di anni.

## Vita privata
Axel è sposato con la collega scienziata e pioniera dell'olfatto Cornelia Bargmann. In precedenza, era stato sposato con Ann Axel, assistente sociale presso il Columbia University Medical Center.
A causa della sua alta statura, Axel ha giocato a basket durante il liceo.